# Bloomville
Bloomville és una població dels Estats Units a l'estat d'Ohio. Segons el cens del 2000 tenia 1.045 habitants.

## Demografia
Segons el cens del 2000, Bloomville tenia 1.045 habitants, 366 habitatges, i 281 famílies. La densitat de població era de 661,4 habitants per km².
Dels 366 habitatges en un 42,1% hi vivien nens de menys de 18 anys, en un 59,6% hi vivien parelles casades, en un 12,8% dones solteres, i en un 23,2% no eren unitats familiars. En el 21% dels habitatges hi vivien persones soles l'11,5% de les quals corresponia a persones de 65 anys o més que vivien soles. El nombre mitjà de persones vivint en cada habitatge era de 2,78 i el nombre mitjà de persones que vivien en cada família era de 3,18.
Per edats la població es repartia de la següent manera: un 31,1% tenia menys de 18 anys, un 9,2% entre 18 i 24, un 26,3% entre 25 i 44, un 19% de 45 a 60 i un 14,4% 65 anys o més.
L'edat mediana era de 32 anys. Per cada 100 dones de 18 o més anys hi havia 84,1 homes.
La renda mediana per habitatge era de 36.250 $ i la renda mediana per família de 39.519 $. Els homes tenien una renda mediana de 30.223 $ mentre que les dones 21.902 $. La renda per capita de la població era de 13.396 $. Aproximadament el 5% de les famílies i el 5,8% de la població estaven per davall del llindar de pobresa.

## Poblacions més properes
El següent diagrama mostra les poblacions més properes.